# Ustniczek cesarski

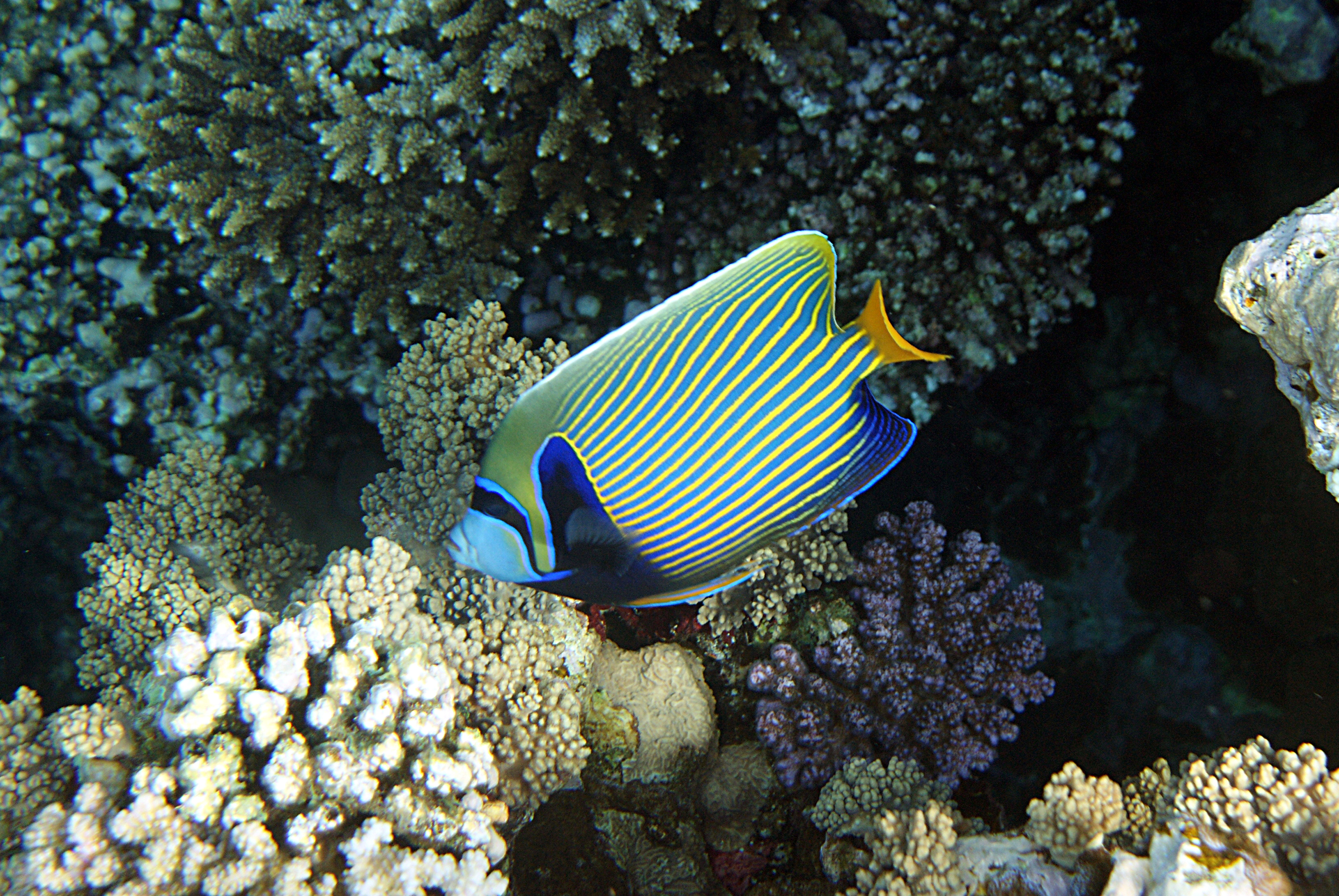
Pomacanthus imperator-osobnik dorosły

Pomacanthus imperator - Ustniczek cesarski, chetonik cesarski, cesarzyk, skalar cesarski – gatunek morskiej ryby okoniokształtnej z rodziny pomakantowatych (Pomacanthidae). Poławiana, hodowana w akwariach morskich. 

## Opis
Pięknie ubarwiona ryba z rodziny pomakantowatych. Dość często spotykana, żywi się głównie gąbkami i osłonicami. Pływa na ogół pojedynczo lub parami. Pojedyncze osobniki zajmują w morzu dość duże rewiry. Ryba ta zaniepokojona wydaje charakterystyczne dźwięki podobne do stukania.

## Akwarystyka
Bywa hodowany w akwariach, gdzie zachowuje się spokojnie, jednak wymaga opieki doświadczonego akwarysty. Powinien być trzymany pojedynczo w akwarium o pojemności min. 400 l (młode) lub 1500 l (osobniki dorosłe). Młode osobniki są zupełnie niepodobne do dorosłych. Gatunek ten  jest ulubieńcem fotografów, artystów i akwarystów ze względu na unikalny, bardzo malowniczy wzór ubarwienia.

## Zasięg występowania
Rafy koralowe na głębokościach od 1 do 100 metrów, od Morza Czerwonego przez Ocean Indyjski po zachodni Pacyfik.

## Opis

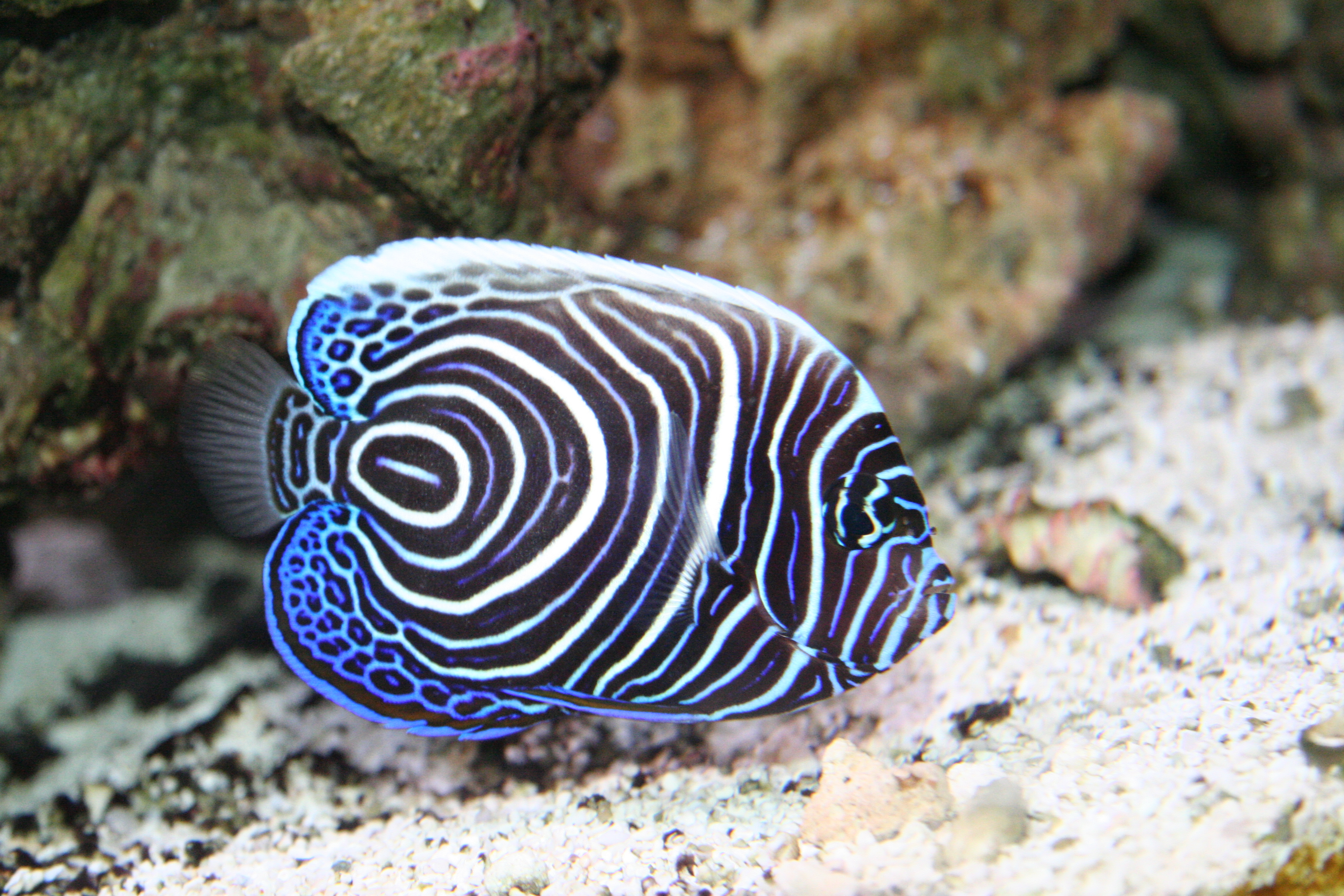
Młody ustniczek cesarski

Ciało wysokie, silnie bocznie spłaszczone, niebieskie, z żółtymi liniami układającymi się w różne wzory. Ubarwienie zmienia się z wiekiem ryby. Ustniczek cesarski osiąga do 40 cm długości. Gatunek monogamiczny. Żywi się głównie gąbkami.

## Filatelistyka
Poczta Polska wyemitowała 1 kwietnia 1967 znaczek pocztowy o nominale 10 gr, przedstawiający młodego ustniczka cesarskiego, w serii Ryby egzotyczne. Autorem projektu znaczka był Jerzy Desselberger. Znaczek pozostawał w obiegu do 31 grudnia 1994.